# Оберзонтхајм
Оберзонтхајм (њем. Obersontheim) општина је у њемачкој савезној држави Баден-Виртемберг. Једно је од 30 општинских средишта округа Швебиш Хал. Према процјени из 2010. у општини је живјело 4.826 становника. Посједује регионалну шифру (AGS) 8127063.

## Географски и демографски подаци
Оберзонтхајм се налази у савезној држави Баден-Виртемберг у округу Швебиш Хал. Општина се налази на надморској висини од 379 метара. Површина општине износи 54,8 km². У самом мјесту је, према процјени из 2010. године, живјело 4.826 становника. Просјечна густина становништва износи 88 становника/km².